# 리무 (배우)
리무(중국어 정체자: 李沐, 병음: Lî Mù, 한자음: 이목, Moon Lee, 1996년 12월 10일 ~ )는 대만의 배우이다. 본명은 리위퉁(李宇彤)이다.

## 방송
- 요괴인간
- 지옥리장
- 도시구집